# Self Control
"Self Control" är en låt framförd av Raf och Laura Branigan. Ursprungsversionen kom 1984 och blev en stor hit. Ursprungsversionen framfördes av Raf, men Laura Brannigans version blev mer känd internationellt, även i Europa. Låten är skriven av Giancarlo Bigazzi.